# روبن أوربان
روبن أوربان (بالألمانية: Robin Urban)‏ (13 أبريل 1994 بهيردكه في ألمانيا - ) هو لاعب كرة قدم ألماني في مركز قلب الدفاع. لعب مع فورتونا دوسلدورف ويان ريغينسبورغ ونادي فوبرتال الرياضي ونادي هالشر.

## وصلات خارجية
- روبن أوربان على موقع قاعدة بيانات كرة القدم.إي يو (الإنجليزية)
- روبن أوربان على موقع Soccerway.com (الإنجليزية)
- روبن أوربان على موقع عالم كرة القدم.نت (الإنجليزية)